# Billinge (Suède)
Pour les articles homonymes, voir Billinge.
Billinge est une localité de Suède située dans la commune d'Eslöv, dans le comté de Scanie. Elle couvre une superficie de 0,59 km2. En 2010, on y recense 415 habitants.